# W80 (Kernwaffe)

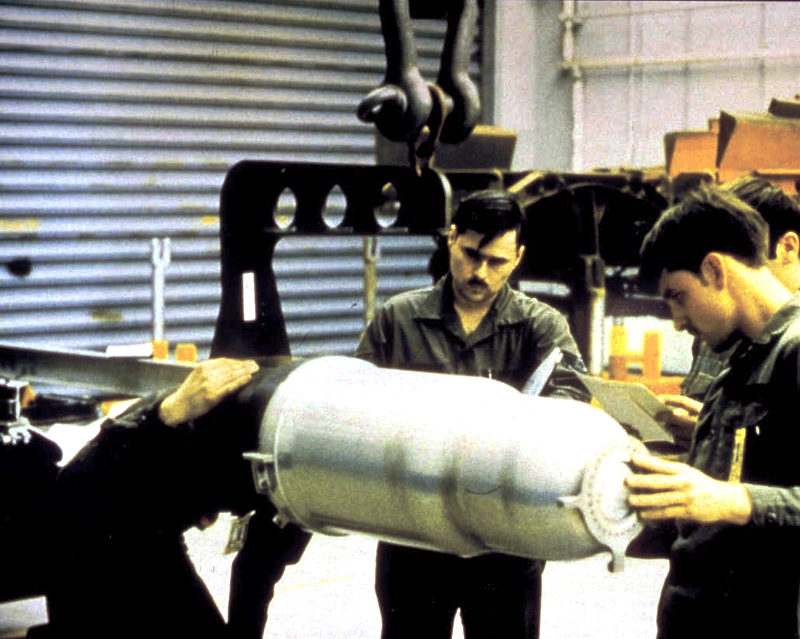
Ein W80-1-Sprengsatz

Der W80 ist ein kleiner thermonuklearer Sprengkopf der Vereinigten Staaten von Amerika mit einer variablen Sprengkraft zwischen 5 und 150 Kilotonnen TNT-Äquivalent.
Er wurde als taktischer Sprengsatz für Marschflugkörper entwickelt und ist der Gefechtskopf der ALCM, AGM-129 ACM und R/UGM-109A Tomahawk Block 1 TLAM-N-Marschflugkörper. Er ist wie viele andere amerikanische Atomwaffen eine Variation der B61-Bombe.

## Technische Daten
Der W80 ist für Atomsprengköpfe verhältnismäßig klein. Er wiegt 130 kg, hat einen Durchmesser von 30 cm und ist 80 cm lang. Seine Sprengkraft ist zwischen 5 und 150 kT TNT einstellbar.

## Geschichte
Das Los Alamos National Laboratory begann mit der Entwicklung des W80-Sprengkopfes im Juni 1976, um den ausgedienten W61-Sprengkopf zu ersetzen. Die Produktion des W80-1 begann im Januar 1979, um den ALCM-Marschflugkörper zu bewaffnen. Die ersten ALCMs wurden 1981 bestückt.
Im März 1982 begann man, für den R/UGM-109A Tomahawk eine weniger radioaktive Variante des W80-Sprengkopfes zu entwickeln. Das Modell W80-0 verwendet eine Legierung, die sich aus mehr als 95 % Plutonium-239 (Pu-239) und einem geringen Anteil Pu-240 zusammensetzt. In den USA ist diese Legierung als Supergrade bekannt. Die ersten W80-0-Gefechtsköpfe wurden im Dezember 1983 geliefert. Die volle Produktion begann im  März 1984 und wurde im September 1990 beendet. Insgesamt wurden 1750 W80-1 und 367 W80-0-Sprengköpfe geliefert. 1000 W80-1 wurden auf der ALCM eingesetzt, weitere 400 auf der ACM und 350 W80-0 auf der R/UGM-109A Tomahawk.
Gemäß dem START-II-Vertrag wurden später mehrere Marschflugkörper mit konventionellen statt thermonuklearen Sprengsätzen ausgestattet. Dennoch befinden sich über 1000 W80-Sprengsätze in Einsatzbereitschaft.

## Referenzen
- W80 information from Cary Sublette's NuclearWeaponArchive.org
- James N. Gibson: Nuclear Weapons of the United States: An Illustrated History. Schiffer Publishing, 2000, ISBN 0-7643-0063-6 (englisch).